# C++ 표준 라이브러리
C++ 프로그래밍 언어에서, C++ 표준 라이브러리 (C++ Standard Library)는 C++과 C++ ISO 표준 자체로 쓰여진 클래스들과 함수들의 집합이다. C++ 표준 라이브러리는 여러 제네릭 컨테이너들, 그리고 이러한 컨테이너들과 함수 객체, 제네릭 문자열, 스트림(인터렉티브와 파일 입출력을 포함하는), 몇몇 언어 특징 그리고 숫자의 제곱근을 찾는 것 같은 작업을 위한 모든 함수들을 활용하기 위한 함수들을 제공한다. C++ 표준 라이브러리는 또한 ".h"로 끝나는 ISO C90 C 표준 라이브러리의 18 헤더들을 포함하지만 이것들의 사용은 추천되지 않는다. ".h"로 끝나지 않는 헤더는 C++ 표준 라이브러리에는 존재하지 않는다. C++ 표준 라이브러리의 특징은 std 이름공간 (namespace) 내에 선언된다는 것이다.
C++ 표준 라이브러리는 표준 템플릿 라이브러리(STL : Standard Template Library)에 의해 도입된 관습에 기반하며, 제네릭 프로그래밍과 STL의 개발자들의 연구에 영향을 받았다. 비록 C++ 표준 라이브러리와 STL이 많은 특징들을 공유하지만, 둘 중 어느것도 다른 하나의 상위 집합은 아니다.
C++ 표준 라이브러리의 주목할 만한 특징은 이것이 단지 제네릭 알고리즘의 구문과 의미를 명시하는 것이 아니라 이것들의 성능의 요구에 가치를 두었다는 것이다. 이러한 성능 요구 사항들은 종종 잘 알려진 알고리즘과 상응하는데, 이것은 기대되지만 사용되기 위해 요구되지는 않는다. 대부분의 경우에 이것은 선형 시간 O(n) 또는 선형 로그형 시간 O(n log n)를 요구하지만, 어떤 경우에는 안정 정렬을 위해 준선형 시간 O(n log2 n) 같은 높은 수준도 허용된다. 이전의 정렬은 실질적으로 빠른 퀵 정렬의 사용을 허락하며 단지 평균적으로 O(n log n)를 요구하였지만, 인트로 정렬이 빠른 평균 성능과 최악의 상황 복잡도 최적화 모두를 위해 도입되었으며, C++11에서는 정렬이 최악의 경우라도 선형 로그적으로 보장되었다. 다른 경우에 요구 사항들은 퀵 선택의 경웨 단지 평균적으로 선형 시간을 요구하는 선택 알고리즘 같이 느슨한 상태로 남아 있으며, 인트로 선택의 경우 최악의 경우에도 선형임을 요구하지 않는다.
C++ 표준 라이브러리는 C++ ISO 표준화 노력의 일환으로 ISO 표준화를 지나왔으며, 확장된 기능의 표준화를 다루는 다른 작업을 진행하고 있다.

## 표준 헤더
다음의 파일들은 C++ 표준 라이브러리의 선언들을 포함하고 있다.

### 컨테이너
<array>
C++11과 TR1에서 새로 추가되었다. 고정 크기 배열을 위한 컨테이너인 std::array 컨테이너 클래스 템플릿을 제공한다.
<bitset>
비트 배열인 특수화된 std::bitset 컨테이너 클래스를 제공한다.
<deque>
덱인 std::deque 컨테이너 클래스 템플릿을 제공한다.
<forward_list>
C++11과 TR1에서 새로 추가되었다. 단일 연결 리스트인 std::forward_list 컨테이너 클래스 템플릿을 제공한다.
<list>
이중 연결 리스트인 std::list 컨테이너 클래스 템플릿을 제공한다.
<map>
연관 배열과 멀티맵인 std::map 와 std::multimap 컨테이너 클래스 템플릿을 제공한다.
<queue>
단일 큐인 std::queue, 그리고 우선순위 큐인 std::priority_queue 컨테이너 어댑터 클래스를 제공한다.
<set>
정렬된 연관 컨테이너 또는 집합인 std::set 와 std::multiset 컨테이너 클래스 템플릿을 제공한다.
<stack>
스택인 std::stack 컨테이너 어댑터 클래스를 제공한다.
<unordered_map>
C++11과 TR1에서 새로 추가되었다. 해시 테이블인 std::unordered_map와 std::unordered_multimap 컨테이너 클래스 템플릿을 제공한다.
<unordered_set>
C++11과 TR1에서 새로 추가되었다. std::unordered_set 와 std::unordered_multiset 컨테이너 클래스 템플릿을 제공한다.
<vector>
동적 배열인 std::vector 컨테이너 클래스 템플릿을 제공한다.

### 일반
<algorithm>
많은 컨테이너 알고리즘의 정의를 제공한다.
<chrono>
 std::chrono::duration, std::chrono::time_point 그리고 시계 같은 시간 요소를 제공한다.
<functional>
표준 알고리즘들과 함께 사용되는 목적으로 설계된 여러 함수 객체들을 제공한다.
<iterator>
반복자(iterator)들과 함께 사용되는 클래스와 템플릿을 제공한다.
<memory>
C++에서 클래스 템플릿 std::unique_ptr를 포함한 메모리 관리를 위한 기능들을 제공한다.
<stdexcept>
std::logic_error 와 std::runtime_error (둘 다 std::exception를 상속한다.) 같은 표준 예외 클래스들을 포함한다.
<tuple>
C++11과 TR1에서 새로 추가되었다. 튜플인 클래스 템플릿 std::tuple를 제공한다.
<utility>
객체 쌍들(2 멤버 튜플들)과 함께 동작하기 위한 템플릿 클래스 std::pair, 간단한 연산자 오버로딩을 위한 이름공간 std::rel_ops를 제공한다.

### 지역화
<locale>
로케일에 따른 특유한 정보를 캡슐화하고 조작하는 클래스들을 정의하고 함수들을 선언한다.
<codecvt>
다양한 문자 인코딩들을 위한 코드 전환 측면을 제공한다.

### 문자열
<string>
C++ 표준 문자열 클래스와 템플릿들을 제공한다.
<regex>
C++11과 TR1에서 새로 추가되었다. 정규 표현식을 사용하여 문자열 패턴 매칭을 위한 유틸리티들을 제공한다.

### 스트림과 입출력
<fstream>
파일 기반 입력과 출력을 위한 기능을 제공한다. fstream을 보자.
<iomanip>
정수와 부동소수점 값의 유효숫자를 포맷팅할 때 사용되는 베이스 같은 출력 포맷 조작을 위한 기능을 제공한다.
<ios>
iostream의 동작을 위한 여러 타입과 함수들의 기본을 제공한다.
<iosfwd>
여러 입출력 관련 클래스 템플릿들의 선행선언을 제공한다.
<iostream>
C++ 입출력 기본을 제공한다. iostream을 보자.
<istream>
템플릿 클래스 std::istream와 다른 입력을 위한 지원 클래스들을 제공한다.
<ostream>
템플릿 클래스 std::ostream와 다른 출력을 위한 지원 클래스들을 제공한다.
<sstream>
템플릿 클래스 std::stringstream와 다른 문자열 조작을 위한 지원 클래스들을 제공한다.
<streambuf>
외부 파일이나 문자열 같은 특정한 타입의 문자들로 또는 문자들로부터 읽고 쓰는 기능을 제공한다.

### 언어 지원
<exception>
표준 라이브러리에 의해 던져진 모든 예외들의 기본 클래스인 std::exception를 포함한 예외 처리와 관련된 여러 타입들과 함수들을 제공한다.
<limits>
기본 수치 타입들의 속성들을 만드는데 사용되는 템플릿 클래스 std::numeric_limits를 제공한다
<new>
연산자 new와 delete 그리고 C++ 메모리 관리의 기본을 구성하는 다른 함수들과 타입들을 제공한다.
<typeinfo>
C++ 런타임 타입 정보와 함께 동작하기 위한 기능들을 제공한다.

### 스레드 지원 라이브러리
<thread>
C++11과 TR1에서 새로 추가되었다. 스레드와 동작하기 위한 클래스와 이름공간을 제공한다.
<mutex>
C++11과 TR1에서 새로 추가되었다. 30.4-1 이 섹션은 상호 배제 메커니즘을 제공한다: 뮤텍스 락 등.
<condition_variable>
C++11에서 새로 추가되었다. 30.5-1 상태 변수들은 다른 스레드에 의해 통지되기 전까지 스레드를 막기 위해 사용되는 동기화를 제공한다.
<future>
C++11에서 새로 추가되었다. 30.6.1-1은 C++ 프로그램이 한 스레드의 함수에서의 결과를 검색하기 위해 사용될 수 있는 구성 요소들을 제공한다.

### 수치(Numerics) 라이브러리
C++ 프로그램들이 준-수치 연산들을 수행하기 위해 사용할 수 있는 구성 요소들.
<complex>
헤더 <complex>는 클래스 템플릿과 복잡한 숫자들을 표현하고 다루기 위한 많은 함수들을 정의한다
<random>
(슈도)랜덤 숫자들을 생성하기 위한 기능
<valarray>
5개의 클래스 템플릿(valarray, slice_array, gslice_array, mask_array 그리고 indirect_array), 두 클래스(slice와 gslice), 그리고 값들의 배열들을 표현하고 조작하는데 사용되는 관련된 함수들을 정의한다.
<numeric>
일반화된 수치 연산들.

### C 표준 라이브러리
C 표준 라이브러리의 각 헤더들은 C++ 표준 라이브러리에서 다른 이름으로, .h를 제거하고 처음에 'c'를 추가한 상태로 생성된 채 포함된다; 예를 들면 'time.h'는 'ctime'이 된다. 이러한 헤더들과 전통적인 C 표준 라이브러리 헤더들의 유일한 차이점은 std:: 이름 공간의 어디에 함수들이 위치할 수 있느냐이다. ISO C에서, 표준 라이브러리에 존재하는 함수들은 매크로에 의해 구현될 수 있지만 ISO C++에서는 허락되지 않는다.

## 같이 보기
- 아파치 C++ 표준 라이브러리
- Boost
- C POSIX 라이브러리
- C 표준 라이브러리
- 표준 라이브러리
- C++ 기술 보고서 1